# زیردریایی یو-۱۰۲۲
زیردریایی یو-۱۰۲۲ (به انگلیسی: German submarine U-1022) یک زیردریایی بود که طول آن ۶۷٫۱۰ متر (۲۲۰ فوت ۲ اینچ) بود. این زیردریایی در سال ۱۹۴۴ ساخته شد.